# Mark Stuart
Mark Daniel Stuart (* 27. dubna 1984 Rochester, Minnesota) je bývalý americký profesionální hokejový obránce. V roce 2003 ho Boston Bruins draftoval na celkově 21. místě.

## Hráčská kariéra
Tři roky před profesionální kariérou hrál univerzitní NCAA za Colorado College ve městě Colorado Springs. Nejspíše by ale v Coloradu strávil o rok méně, kdyby nebylo stávky NHL v sezoně 2004-05. Stuart byl kapitánem týmu Colorado College Tigers a dovedl tým do finále ligy, kde ovšem prohráli s pozdějším vítězem a rivalem ze státu Colorado University of Denver.
7. listopadu 2006 po podstoupení operace kolena byl poslán na farmu do AHL, do týmu Providence Bruins a po úplném uzdravení byl povolán zpět do NHL.
Po sezoně 2007-08 byl Stuart nominován do reprezentace USA na Mistrovství světa v roce 2008, kde byl jedním z alternativních kapitánů.
18. února 2011 byl vyměněn s Blakem Wheelerem z Bostonu Bruins do Atlanty Thrashers za Borise Valábika a Riche Peverleyho.
Svoji aktivní hráčskou kariéru ukončil po sezoně 2017/18. Nyní působí jako asistent trenéra v týmu Edmonton Oilers.

## Klubové statistiky
| Sezona     | Klub                        | Soutěž     | Základní část | Základní část | Základní část | Základní část | Základní část | Play off | Play off | Play off | Play off | Play off |
| Sezona     | Klub                        | Soutěž     | Z             | G             | A             | B             | TM            | Z        | G        | A        | B        | TM       |
| ---------- | --------------------------- | ---------- | ------------- | ------------- | ------------- | ------------- | ------------- | -------- | -------- | -------- | -------- | -------- |
| 1999–00    | Rochester Mustangs          | USHL       | 4             | 0             | 0             | 0             | 6             | —        | —        | —        | —        | —        |
| 2000–01    | U.S. National Under-18 Team | NAHL       | 52            | 2             | 11            | 13            | 114           | —        | —        | —        | —        | —        |
| 2001–02    | U.S. Junior National Team   | USHL       | 12            | 0             | 1             | 1             | 25            | —        | —        | —        | —        | —        |
| 2001–02    | U.S. National Under-18 Team | NAHL       | 9             | 0             | 1             | 1             | 18            | —        | —        | —        | —        | —        |
| 2002–03    | Colorado College            | NCAA       | 38            | 3             | 17            | 20            | 81            | —        | —        | —        | —        | —        |
| 2003–04    | Colorado College            | NCAA       | 37            | 4             | 11            | 15            | 100           | —        | —        | —        | —        | —        |
| 2004–05    | Colorado College            | NCAA       | 45            | 2             | 13            | 18            | 94            | —        | —        | —        | —        | —        |
| 2005–06    | Providence Bruins           | AHL        | 60            | 4             | 3             | 7             | 76            | 6        | 0        | 0        | 0        | 25       |
| 2005–06    | Boston Bruins               | NHL        | 17            | 1             | 1             | 2             | 10            | —        | —        | —        | —        | —        |
| 2006–07    | Boston Bruins               | NHL        | 15            | 0             | 1             | 1             | 14            | —        | —        | —        | —        | —        |
| 2006–07    | Providence Bruins           | AHL        | 49            | 4             | 16            | 20            | 62            | 3        | 0        | 1        | 1        | 9        |
| 2007–08    | Boston Bruins               | NHL        | 82            | 4             | 4             | 8             | 81            | 7        | 0        | 1        | 1        | 8        |
| 2008–09    | Boston Bruins               | NHL        | 82            | 5             | 12            | 17            | 76            | 11       | 0        | 1        | 1        | 7        |
| 2009–10    | Boston Bruins               | NHL        | 56            | 2             | 5             | 7             | 80            | 4        | 0        | 0        | 0        | 6        |
| 2010–11    | Boston Bruins               | NHL        | 31            | 1             | 4             | 5             | 23            | —        | —        | —        | —        | —        |
| 2010–11    | Atlanta Thrashers           | NHL        | 23            | 1             | 0             | 1             | 24            | —        | —        | —        | —        | —        |
| 2011–12    | Winnipeg Jets               | NHL        | 80            | 3             | 11            | 14            | 98            | —        | —        | —        | —        | —        |
| 2012–13    | Florida Everblades          | ECHL       | 9             | 2             | 1             | 3             | 12            | —        | —        | —        | —        | —        |
| 2012–13    | Winnipeg Jets               | NHL        | 42            | 2             | 2             | 4             | 53            | —        | —        | —        | —        | —        |
| 2013–14    | Winnipeg Jets               | NHL        | 69            | 2             | 11            | 13            | 101           | —        | —        | —        | —        | —        |
| 2014–15    | Winnipeg Jets               | NHL        | 70            | 2             | 12            | 14            | 69            | 4        | 1        | 1        | 2        | 2        |
| 2015–16    | Winnipeg Jets               | NHL        | 64            | 1             | 2             | 3             | 63            | —        | —        | —        | —        | —        |
| 2016–17    | Winnipeg Jets               | NHL        | 42            | 2             | 2             | 4             | 27            | —        | —        | —        | —        | —        |
| 2017–18    | Adler Mannheim              | DEL        | 41            | 0             | 5             | 5             | 42            | 10       | 1        | 1        | 2        | 4        |
| NHL celkem | NHL celkem                  | NHL celkem | 673           | 26            | 67            | 93            | 722           | 26       | 1        | 3        | 4        | 23       |

### Reprezentační statistiky
| 2011         | USA          | MS           | 7 | 1 | 0 | 1 | 8 |
| Celkem na MS | Celkem na MS | Celkem na MS | 7 | 1 | 0 | 1 | 8 |